# Bochenka
Bochenka – część wsi Rozwady w Polsce, położona w województwie mazowieckim, w powiecie przysuskim, w gminie Gielniów.
W latach 1975–1998 Bochenka administracyjnie należała do województwa radomskiego.
Wierni kościoła rzymskokatolickiego należą do parafii bł. Władysława z Gielniowa w Gielniowie.